# Bicentennial Park (park i Australien, New South Wales, lat -33,85, long 151,08)
Bicentennial Park är en park i Australien. Den ligger i delstaten New South Wales, i den sydöstra delen av landet, omkring 12 kilometer väster om delstatshuvudstaden Sydney.
Runt Bicentennial Park är det mycket tätbefolkat, med 3 757 invånare per kvadratkilometer.. Närmaste större samhälle är Sydney, omkring 12 kilometer öster om Bicentennial Park. 
Runt Bicentennial Park är det i huvudsak tätbebyggt. Genomsnittlig årsnederbörd är 1 380 millimeter. Den regnigaste månaden är februari, med i genomsnitt 200 mm nederbörd, och den torraste är juli, med 36 mm nederbörd.